# Делиньи, Эдуар-Жан-Этьен
Эдуа́р-Жан-Этье́н Делиньи́ (фр. Édouard-Jean-Étienne Deligny, 12 декабря 1815, Баллан (Эндр и Луара) — февраль 1902, Баллан) — французский военный деятель, дивизионный генерал (11 декабря 1859), кавалер Большого креста Ордена Почётного легиона (7 июня 1865).

## Биография
В 1827 году поступил в Национальное военное училище в Ла Флеш, в 1832 году продолжил получение военного образования в Сен-Сире.
20 апреля 1835 года получил звание младшего лейтенанта пехотного полка, и 12 апреля 1840 года был отправлен в Алжир. 27 декабря 1840 года получил звание лейтенанта, 19 октября 1844 года — капитана; 10 мая 1852 года стал подполковником, а 30 декабря 1852 года — полковником, 31 июля 1855 произведён в бригадные генералы.
Не возвращался в Европу до 1859 года (а после первого приезда туда за 19 лет практически сразу вернулся обратно); на протяжении многих лет участвовал во французских колониальных кампаниях в Оране и Марокко, в том числе в известной битве при Исли. 
Неоднократно подавлял восстания арабов и кабилов против колониальных властей, несколько раз был серьёзно ранен и попадал в плен, получил большое количество боевых наград. 31 июля был назначен губернатором Оранской провинции французского Алжира.
Окончательно возвратился в Европу в 1869 году. Во Франко-прусской войне сражался при Меце и, взятый в плен, написал «Armée de Metz», первым обвинив маршала Базена в измене. В 1873 году возглавил 4-й корпус французской армии, в 1879 году был назначен генеральным инспектором армии. Был уволен в запас 13 декабря 1880 года, вышел в отставку 12 декабря 1881 года.
Умер в феврале 1902 года в собственном имении.